# Жервохор (дем Висалтия)
 Тази статия е за селото в Нигритско.  За селото в Негушко вижте Жервохор (дем Негуш).  
Жервохор (на гръцки: Ζερβοχώρι, Зервохори, катаревуса: Ζερβοχώριον, Зервохорион) е село в Република Гърция, Егейска Македония, дем Висалтия, област Централна Македония. Селото има 117 жители според преброяването от 2001 година.

## География
Жервохор е разположено южно от град Сяр (Серес) в Сярското поле, на около 2 километра западно от Джинджос (Ситохори).

## История

### В Османската империя
В началото на XX век Жервохор е село, числящо се към Сярска каза на Серския санджак на Османската империя.
Александър Синве ("Les Grecs de l’Empire Ottoman. Etude Statistique et Ethnographique"), който се основава на гръцки данни, в 1878 година пише, че в Сервохори (Servokhori) живеят 928 гърци.
В „Етнография на вилаетите Адрианопол, Монастир и Салоника“, издадена в Константинопол в 1878 година и отразяваща статистиката на населението от 1873 година, Жервохор (Gervohor) е посочено като село с 30 домакинства, като жителите му са 100 гърци.
В 1891 година Георги Стрезов пише за селото:
| „ | Жервохор, село някогаш цъфтящо; сега представлява развалини; на И от Хункос 1/4 час. 10 гръцки къщи. | “ |

В 1900 година според Васил Кънчов („Македония. Етнография и статистика“) в селото има 120 жители гърци.
По данни на секретаря на Българската екзархия Димитър Мишев („La Macédoine et sa Population Chrétienne“) в 1905 година в Зервохор (Zervohor) живеят 1900 гърци и в селото работи гръцко училище.

### В Гърция
След Междусъюзническата война в 1913 година, селото остава в Гърция.
| Име                               | Име      | Ново име | Ново име | Описание                            |
| --------------------------------- | -------- | -------- | -------- | ----------------------------------- |
| Чадъротопос или Хелона или Чадъри | Τσαντήρι | Скини    | Σκηνή    | възвишение на Ю от Жервохор (307 m) |

В 1983 година е построена църквата „Свети Антоний“.

## Личности
Родени в Жервохор
- Георгиос Веденис, гръцки агент II клас на гръцка андартска чета в Македония[10]
- Костас Папапанайоту (р. 1938), гръцки политик и юрист, номарх на Сяр (2003 - 2006)